# Ніжне вбивство
Ніжне вбивство (англ. The Soft Kill) — американський трилер 1994 року.

## Сюжет
Приватний детектив, колишній поліцейський Джек Ремсі має роман з дружиною місцевого окружного прокурора. Але коли її знаходять мертвою підозри падають на Джека і він починає власне розслідування щоб довести свою невинність.

## У ролях
| Актор           | Роль               |
| --------------- | ------------------ |
| Майкл Гарріс    | Джек Ремсі         |
| Брайон Джеймс   | Бен Маккарті       |
| Керрі-Енн Мосс  | Джейн Таннер       |
| Метт Маккой     | Вінні Лупіно       |
| Корбін Бернсен  | Мартін Льюїс       |
| Кім Морган Грін | Кімберлі Льюїс     |
| Джонні Медіна   | Менні Ортега       |
| Енні Джеймс     | Еллісон Таннер     |
| Тед Гейден      | містер Феріоло     |
| Глорія Гейес    | офіцер Міранда     |
| Максін Джеймс   | судововий експерт  |
| Луїз Льюїс      | жінка              |
| Ален Сільвер    | технічний фахівець |
| Джудіт Зайен    | вдова              |
| Роберт Гувер    | таксист            |